# Necrópole de Gizé
Necrópole de Gizé (em árabe: جيزة يسروبوليس), também chamada de Pirâmides de Gizé, Guizé ou Guisa, é um sítio arqueológico localizado no planalto de Gizé, nos arredores do Cairo, Egito. Este complexo de monumentos antigos inclui os três complexos de pirâmides conhecidas como as Grandes Pirâmides, a escultura maciça conhecida como a Grande Esfinge, vários cemitérios, uma vila operária e um complexo industrial. A palavra pirâmide não provém da língua egípcia. Formou-se a partir do grego "pyra" (que quer dizer fogo, luz, símbolo) e "midos" (que significa medidas).
A necrópole está localizada a cerca de 9 km do interior do deserto para a cidade velha de Gizé, no Nilo, e cerca de 25 km a sudoeste do centro da cidade do Cairo, no local da antiga cidade egípcia de Mênfis. As pirâmides, que sempre tiveram grande importância como emblemas do antigo Egito no imaginário ocidental, foram popularizadas nos tempos helenísticos, quando a Grande Pirâmide foi listada por Antípatro de Sídon como uma das Sete Maravilhas do Mundo. É, de longe, a mais antiga das maravilhas do mundo antigo e a única que ainda existe.

## Pirâmides e esfinge
As Pirâmides de Gizé consistem na Grande Pirâmide de Gizé (a Grande Pirâmide, conhecida como a Pirâmide de Quéops ou Khufu), a um pouco menor Pirâmide de Quéfren (ou Chephren) algumas centenas de metros a sul-oeste, e a relativamente modesta Pirâmide de Miquerinos (ou Menkaure) algumas centenas de metros mais ao sul-oeste. A Grande Esfinge encontra-se no lado leste do complexo. O consenso atual entre os egiptólogos é que a cabeça da esfinge é a de Quéfren. Junto com estes monumentos mais importantes estão uma série de edifícios satélites menores, conhecidos como "pirâmides das rainhas", calçadas e pirâmides do vale.
As pirâmides de Gizé foram registradas no Projeto de Mapeamento do planalto de Gizé, executado pela Associação de Pesquisa do Egito Antigo (APEA), dirigida pelo Dr. Mark Lehner. Além disso, a equipe de Lehner empreendeu a datação por radiocarbono em material recuperado a partir do exterior da Grande Pirâmide. As pesquisas em campo de 2009 da APEA foram registradas em um blog.

### Complexo piramidal de Quéops

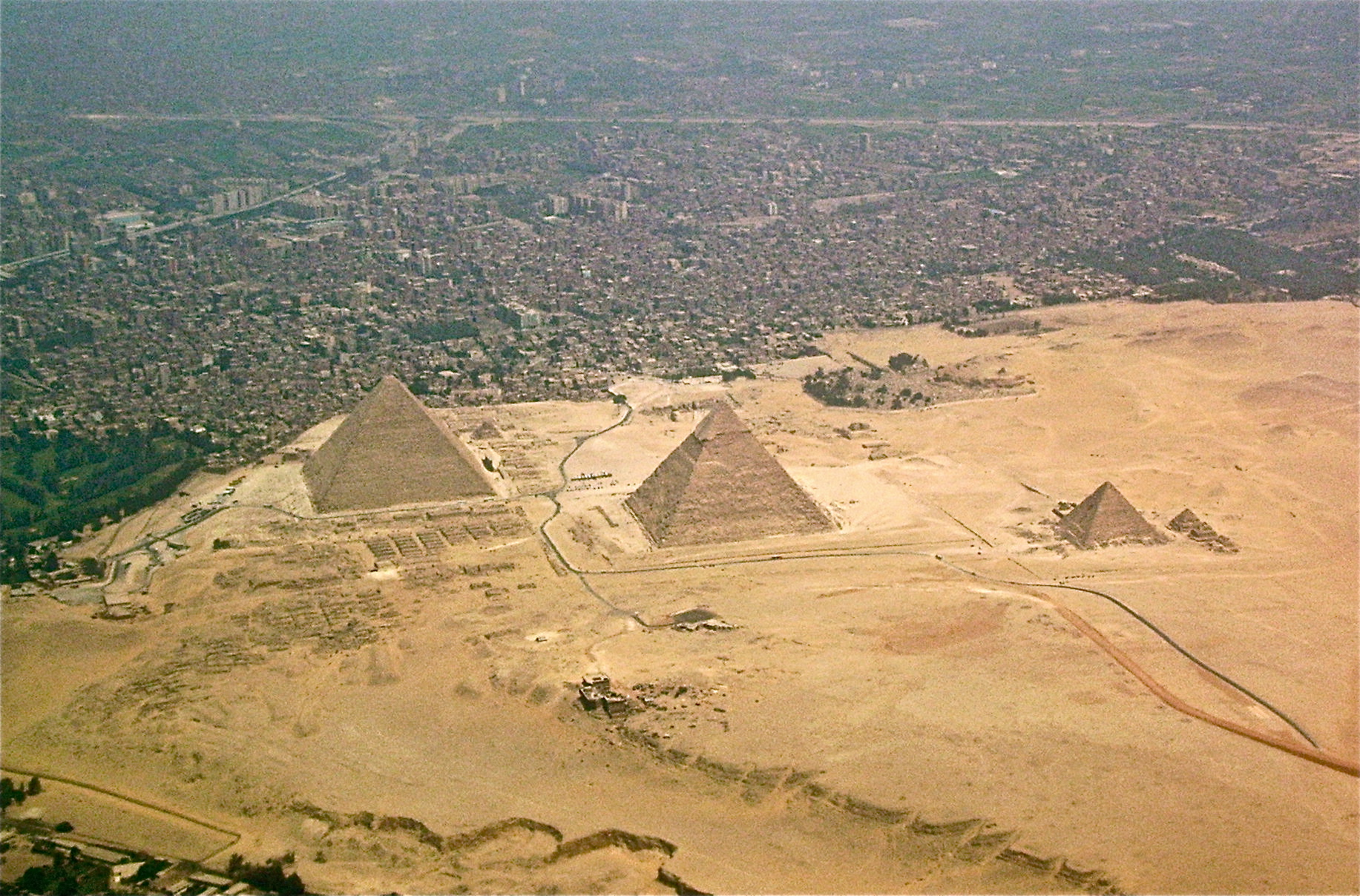
Fotografia aérea das pirâmides de Gizé. Em segundo plano é possível identificar parte dos subúrbios de Cairo

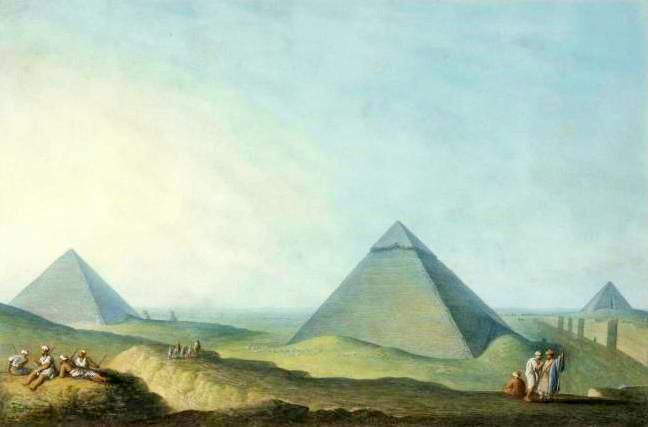
"Vista sobre a Grande Pirâmide de Gizé", Luigi Mayer, aguarela sobre papel, meados da segunda metade do século XVIII

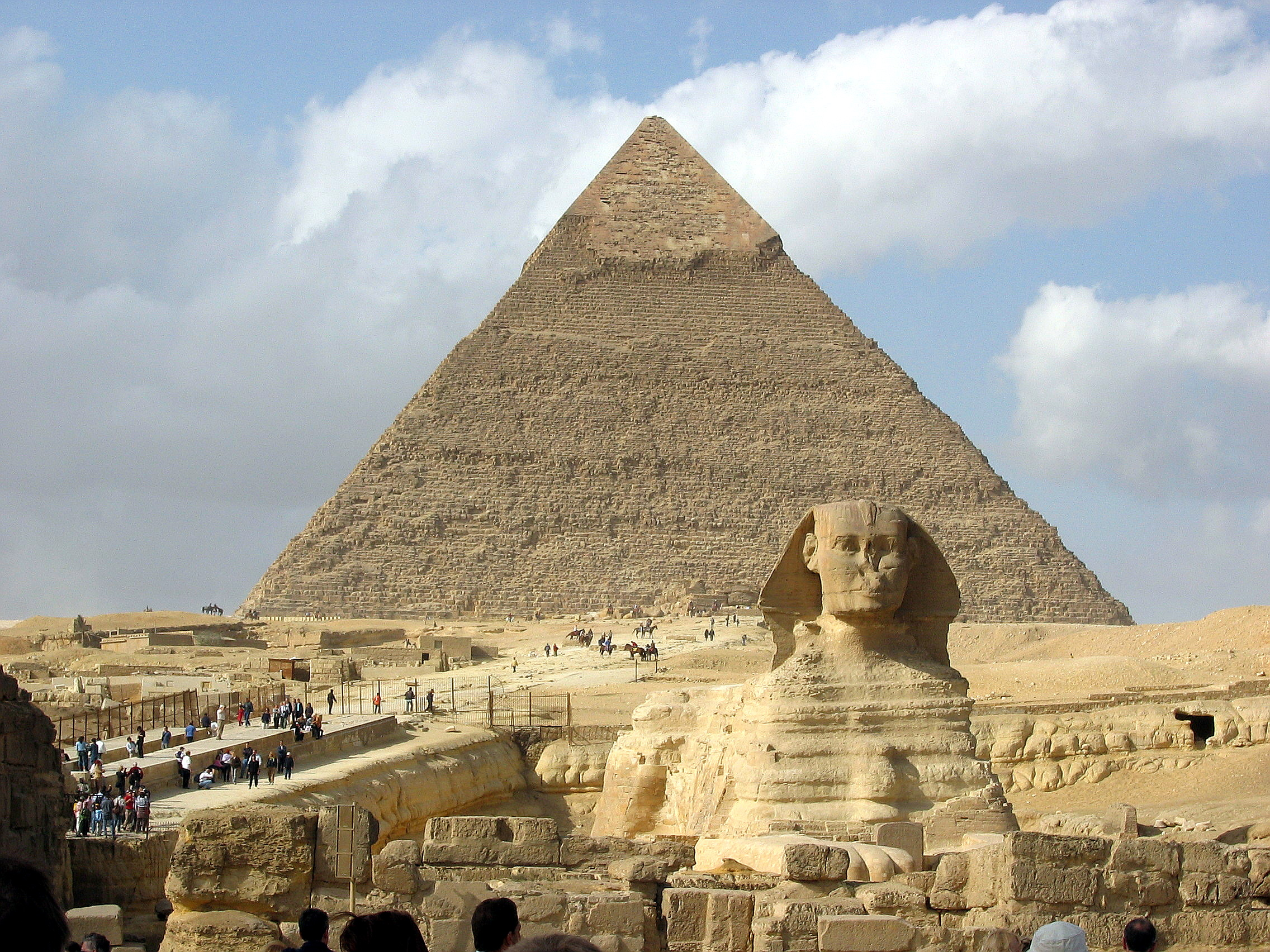
A Esfinge de Gizé com a Pirâmide de Quéfren ao fundo

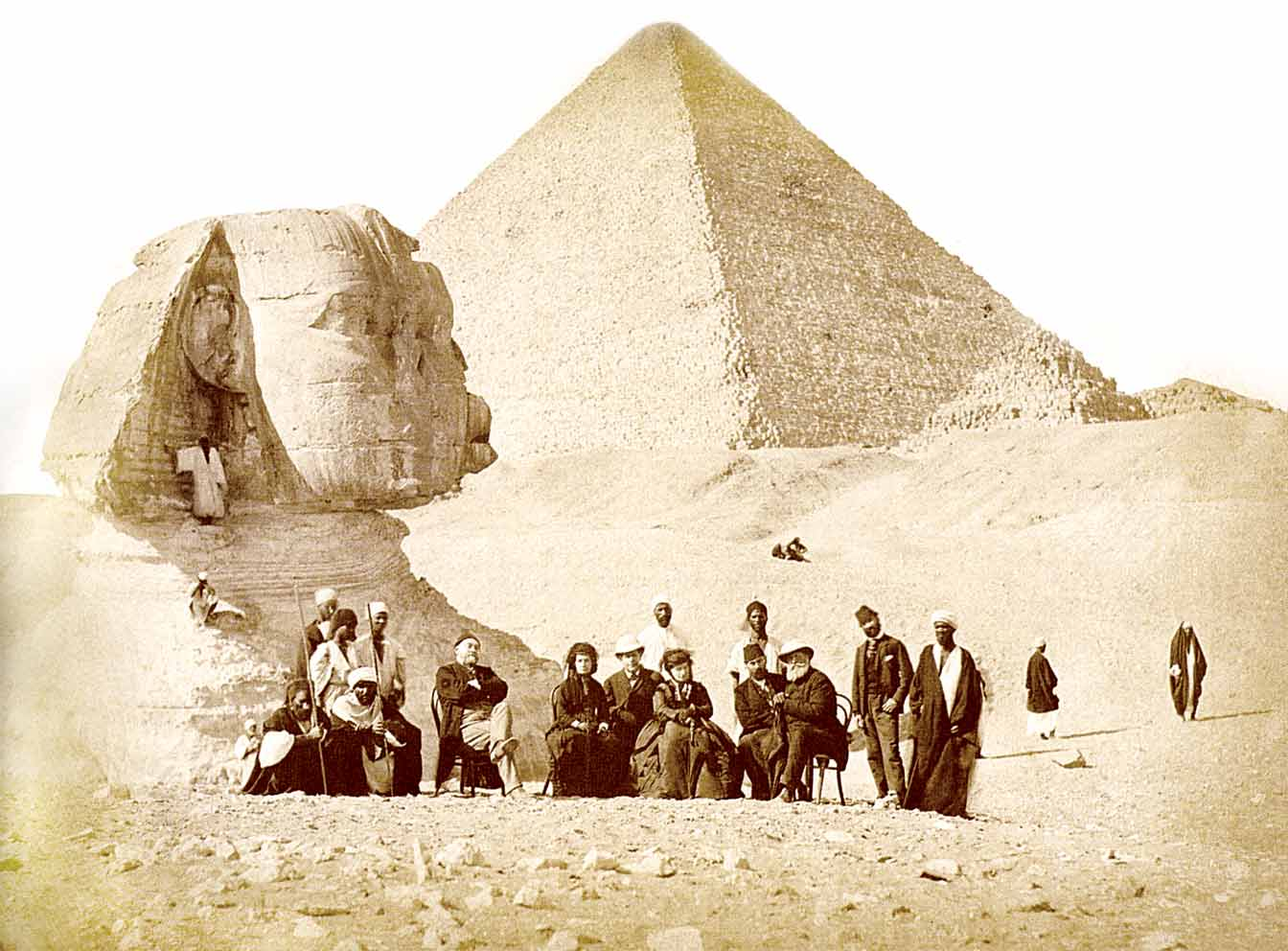
Auguste Mariette (sentado à esquerda) e Pedro II do Brasil (sentado à direita) com outros imperadores durante visita ao complexo de Gizé em 1871

O complexo de pirâmides de Quéops consiste num templo do vale, agora enterrado sob a aldeia de Nazlet el-Samman; pavimentação de basalto e paredes de pedra calcária foram encontrados, mas o sítio ainda não foi escavado. O Templo do Vale era ligado a uma ponte que foi em grande parte destruída quando a aldeia foi construída. A ponte levava ao templo funerário de Quéops. Deste templo somente o pavimento de basalto permanece. O templo mortuário era conectado a pirâmide do rei. A pirâmide do rei tem três pirâmides das rainhas menores a ela associadas e cinco fossos de barcos. Um dos fossos de barcos contém um navio e os dois fossos no lado sul da pirâmide ainda continham navios intactos. Um desses navios foi restaurado e está em exibição. A Pirâmide de Quéops mantém uma coleção limitada de carcaças de pedras em sua base. Essas pedras de revestimento eram feitas de pedra calcária branca e fina extraída a partir da cordilheira Muqattam, próxima ao local.
Pouco se sabe a respeito do rei Quéops. É possível que os egípcios comuns considerassem uma honra e um dever religioso trabalharem na Grande Pirâmide. Além disso, a maior parte do trabalho na pirâmide ocorreu durante os quatro meses do ano quando o rio Nilo estava inundado e não havia trabalho para ser feito nas fazendas. Alguns registros mostram que as pessoas que trabalharam nas pirâmides foram pagas com cerveja.
O paradeiro do corpo de Quéops é desconhecido, bem como os tesouros enterrados com ele. A pirâmide foi roubada há alguns milhares de anos. Todos os reis do Egito foram vítimas de ladrões de túmulos - exceto um, chamado Tutancâmon (ou Rei Tut Ankh Âmon'. Os tesouros de ouro da tumba de Tutancâmon foram descobertos em meio a riquíssimos tesouros por Lord Carnavon e seu amigo Howard Carter, em 1922.

### Complexo piramidal de Quéfren
O complexo de pirâmides de Quéfren (ou Khafre) pirâmide consiste em um Templo do Vale (por vezes referido como templo da esfinge), uma ponte, um templo mortuário e a pirâmide do rei. O Templo do Vale possui várias estátuas de Khafre. Vários foram encontradas em um poço no chão do templo por Mariette, em 1860. Outros foram encontrados durante as escavações sucessivas de Sieglin (1909-1910), Junker, Reisner e Hassan. O complexo de Quéfren continha cinco barcos escavados e uma pirâmide subsidiária com um serdab.
A Pirâmide de Quéfren parece ser maior que a adjacente Pirâmide de Quéops em virtude de sua localização mais elevada e pelo ângulo de inclinação da construção ser mais íngreme; a pirâmide é, de fato, menores em altura e volume. A Pirâmide de Quéfren mantém um aparato proeminente de pedras de revestimento em seu ápice.

### Complexo piramidal de Miquerinos
A Pirâmide de Miquerinos (ou Menkauré) corresponde a um complexo que contém um Templo do Vale, uma ponte, um templo mortuário e a própria pirâmide do rei. O Templo do Vale possui várias estátuas de Miquerinos. Durante a V dinastia egípcia um ante-templo menor foi adicionado ao Templo do Vale. O templo funerário também tem várias estátuas de Miquerinos. A pirâmide do rei tem três pirâmides da rainha secundárias. Dos quatro principais monumentos, apenas a Pirâmide de Miquerinos é vista hoje sem o seu invólucro de pedra calcária polida original.

### A Esfinge
A Esfinge de Gizé data do reinado do faraó Quéfren.  Uma capela ficava localizada entre as patas dianteiras. Durante o Novo Reino, Amenófis II dedicou um novo templo para Hauron-Haremakhet e esta estrutura foi adicionado pelos governantes depois.

### Tumba da Rainha Quentecaus I
A rainha Quentecaus I foi sepultada em Gizé. Seu túmulo é conhecido como LG 100 e G 8400 e está localizado no Campo Central, perto da Pirâmide de Miquerinos. O complexo da pirâmides da rainha Quentecaus inclui: sua pirâmide, um fosse de barco, um Templo do Vale e a pirâmide.

## Características

Mapa do complexo de pirâmides de Gizé

Estas três majestosas pirâmides foram construídas como tumbas reais para os reis Quéops, Quéfren, e Miquerinos - pai, filho e neto. A maior delas, com 146,6 m de altura (49 andares), é chamada Grande Pirâmide, e foi construída cerca de 2550 a.C para Quéops, no auge do antigo reinado do Egito.
As pirâmides de Gizé são um dos monumentos mais famosos do mundo. Como todas as pirâmides, cada uma faz parte de um importante complexo que compreende um templo, uma rampa, um templo funerário e as pirâmides menores das rainhas, todo cercado de túmulos (mastabas) dos sacerdotes e pessoas do governo, uma autêntica cidade para os mortos. As valas aos pés das pirâmides continham botes desmontados: parte integral da vida no Nilo sendo considerados fundamentais na vida após a morte, porque os egípcios acreditavam que o defunto-rei navegaria pelo céu junto ao Rei-Sol. Apesar das complicadas medidas de segurança, como sistemas de bloqueio com pedregulhos e grades de granito, todas as pirâmides do Antigo Império foram profanadas e roubadas possivelmente antes de 2000 a.C
A Grande Pirâmide, de 450 pés de altura, é a maior de todas as 80 pirâmides do Egito. Se a Grande Pirâmide estivesse na cidade de Nova Iorque por exemplo, ela poderia cobrir sete quarteirões. Todos os quatro lados são praticamente do mesmo comprimento, com uma exatidão não existente apenas por alguns centímetros. Isso mostra como os antigos egípcios estavam avançados na matemática e na engenharia, numa época em que muitos povos do mundo ainda eram caçadores e andarilhos. Inicialmente com 146,5 metros de altura, a Grande Pirâmide foi a mais alta estrutura feita pelo Homo sapiens no mundo até a Catedral de Lincoln, na Inglaterra, chegar a sua altura máxima (160 m) em 1311, durante a Idade Média.

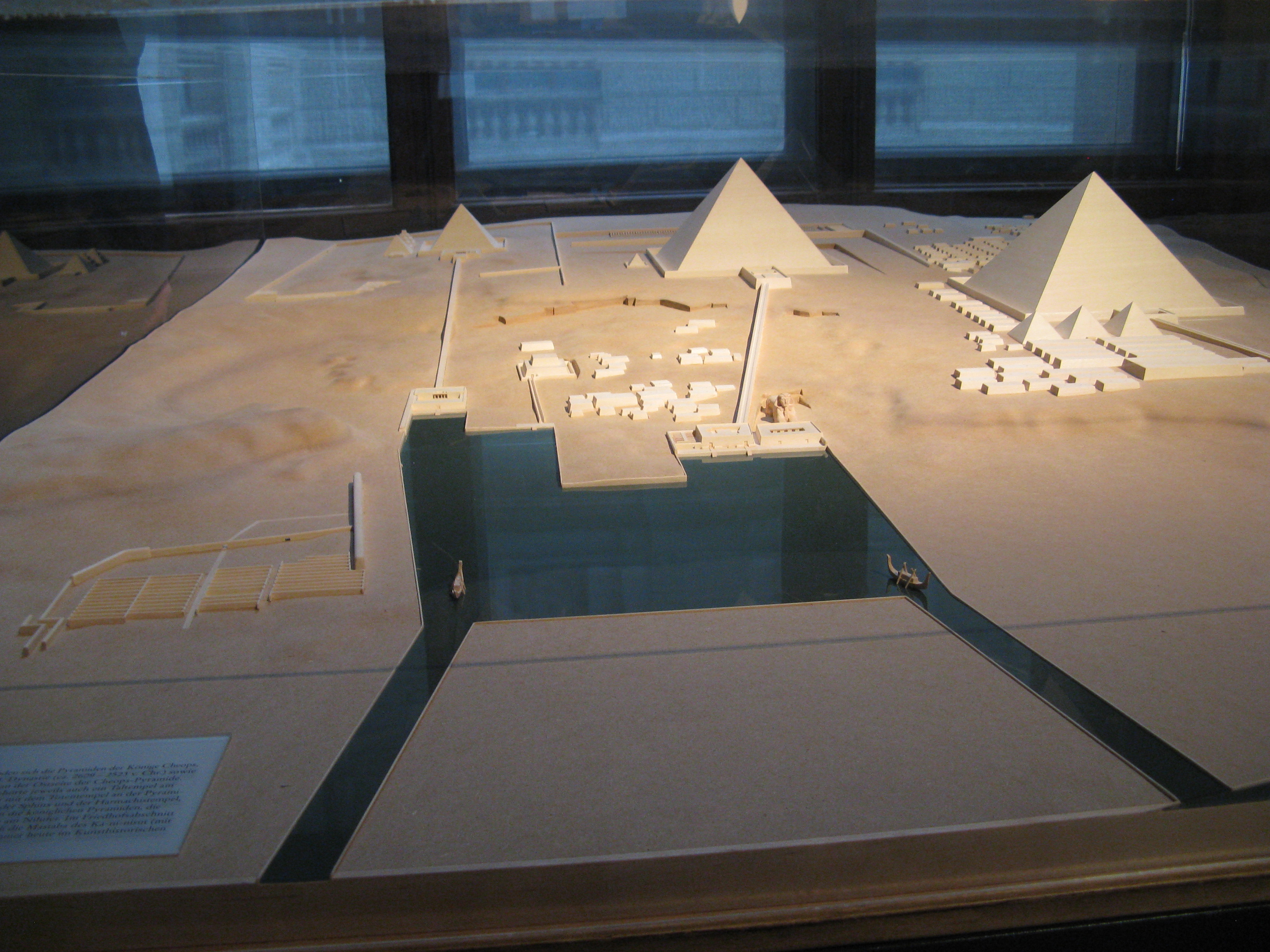
Maquete da Necrópole de Gizé em seu auge no Museu de História da Arte em Viena

Para os egípcios, a pirâmide representava os raios do Sol, brilhando em direção à Terra. Todas as pirâmides do Egito foram construídas na margem oeste do Nilo, na direção do sol poente. Os egípcios acreditavam que, enterrando seu rei numa pirâmide, ele se elevaria e se juntaria ao sol, tomando o seu lugar de direito com os deuses.
Existem três passagens dentro da Grande Pirâmide, levando às três câmaras. A maioria das pirâmides tem apenas uma câmara mortuária subterrânea, mas enquanto a pirâmide ia ficando cada vez mais alta, provavelmente Quéops mudou de ideia, duas vezes. Ele finalmente foi enterrado na Câmara do Rei, onde a pedra do lado de fora de seu caixão - chamado sarcófago - está hoje. (A câmara do meio foi chamada Câmara da Rainha, por acidente. A rainha foi enterrada numa pirâmide muito menor, ao lado da pirâmide de Quéops).

### Astronomia
Os lados de todas as três pirâmides de Gizé foram astronomicamente orientados para ficarem norte-sul e leste-oeste dentro de uma pequena fração de um grau. Entre as recentes tentativas para explicar tal padrão claramente deliberado estão as de S. Haack, O. Neugebauer, Spence K., D. Rawlins, Pickering K. e J. Belmonte. Uma das teorias diz que o arranjo das pirâmides é uma representação da constelação de Orion. A Teoria da correlação de Orion ainda é discutida entre os egiptólogos.

## Construção

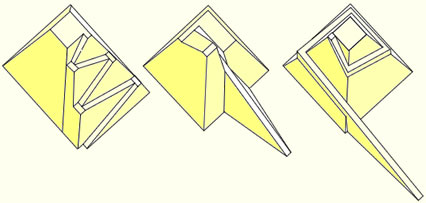
Modelos de rampas que podem ter sido usadas para levar as pedras de calcário utilizadas na construção das pirâmides

A maioria das teorias sobre a construção das pirâmides de Gizé é baseada na ideia de que as pirâmides foram construídas movendo enormes pedras de uma pedreira, arrastando e levantando-as até o lugar da construção. O centro de divergências está no método pelo qual as pedras foram transportadas e colocadas e como tal método tornou isso possível. Uma recente teoria, embora impopular, propõe que os blocos de construção foram fabricados no local através de uma espécie de "concreto de calcário". Outra recente teoria sugere que os egípcios molhavam a areia por onde puxavam os blocos de pedra, porque essa técnica poderia diminuir pela metade a força necessária para arrastar o trenó.

Na construção das pirâmides, os arquitetos poderiam ter desenvolvido suas técnicas ao longo do tempo. Eles selecionaram um local em uma área de rocha relativamente plana, não de areia, que forneceu uma base estável. Depois de cuidadosamente examinar o local e estabelecer o primeiro nível de pedras, eles construíram as pirâmides nos níveis horizontais, um em cima do outro.
Para a Grande Pirâmide de Gizé, a maior parte da pedra do interior parece ter sido extraída imediatamente ao sul do local da construção. O exterior suave da pirâmide foi feito de uma grade fina de calcário branco, que foi extraído do Nilo. Estes blocos exteriores tiveram que ser cuidadosamente cortados, transportados por via fluvial de barcaças para Gizé e arrastados em rampas de acesso para o local de construção. Apenas uns poucos blocos do exterior permanecem no local na parte inferior da Grande Pirâmide. Durante a Idade Média (século V ao século XV) as pessoas podem ter levado os restos da Grande Pirâmide para construções na cidade medieval do Cairo.
Para garantir que a pirâmide ficasse simétrica, todas as pedras de revestimento exterior tinham que ser iguais em altura e largura. Trabalhadores poderiam ter marcado todos os blocos para indicar o ângulo da parede da pirâmide e aparado as superfícies cuidadosamente para que os blocos se encaixassem. Durante a construção a superfície externa da pedra de calcário era lisa; o excesso de pedras erodiu como o passar do tempo.
Estima-se que foram necessários 30 000 trabalhadores ao longo de mais de 50 anos para construir a Grande Pirâmide. Foram usados mais de 2 000 000 de blocos de pedra, cada qual pesando em média duas toneladas e meia. Existem muitas ideias diferentes sobre o modo de construção daquela pirâmide. Muito provavelmente os pesados blocos eram colocados sobre trenós de madeira e arrastados sobre uma longa rampa. Enquanto a pirâmide ficava mais alta, a rampa ficava mais longa, para manter o nível de inclinação igual. Mas uma outra teoria é a de que uma rampa envolvia a pirâmide, como uma escada em espiral.

### Propósito
Acredita-se que as Pirâmides de Gizé e outras construções piramidais egípcias tenham sido construídas para abrigar os restos mortais dos faraós falecidos que governaram o Egito Antigo. Acreditava-se que uma parte do espírito do faraó, chamada ka, permanecia com seu cadáver. O cuidado adequado com os restos mortais era necessário para que o "ex-faraó pudesse executar suas novas funções como o rei dos mortos." De acordo com essa teoria, as pirâmides não só serviam como um túmulo para o faraó, mas também como local de armazenamento para os vários itens que ele iria precisar na vida após a morte. "O povo do Antigo Egito acreditava que a morte na Terra era o início de uma viagem para o próximo mundo. O corpo embalsamado do rei era enterrado embaixo ou dentro da pirâmide para protegê-lo e permitir sua transformação e ascensão para a vida após a morte."

### Bibliográficas
- SASS, Roselis von; A Grande Pirâmide Revela seu Segredo; São Paulo: Editora Ordem do Graal na Terra; ISBN 85-7279-044-6